# Bucloc
Bucloc (Bayan ng Bucloc, Abra) är en kommun i Filippinerna. Kommunen ligger på ön Luzon, och tillhör provinsen Abra. Folkmängden uppgår till 2 227 invånare.
Bucloc är indelat i 4 barangayer.